# Sarah Brown
Sarah Brown es una activista transgénero y expolítica liberal demócrata. Fue concejala de la ciudad de Cambridge para el distrito de Petersfield entre 2010 y 2014, se desempeñó como consejera ejecutiva para el bienestar de la comunidad desde 2013 y se desempeñó como miembro del ejecutivo LGBT+ Liberal Democrats.

## Biografía
Brown es una mujer trans y, durante varios años, fue la única política electa abiertamente transgénero en el Reino Unido. En 2011, apareció en la "Lista rosa" de  Independent on Sunday como la 28.ª persona LGBT más influyente del Reino Unido, cayendo al 34.º en la lista de 2012, pero subiendo de nuevo al 27.º en la lista de 2013.

## Carrera
Es defensora del matrimonio igualitario y ha discutido varias veces las leyes matrimoniales que la afectaron; su matrimonio de 2001 con su esposa Sylvia Knight fue anulado al obtener un Certificado de Reconocimiento de Género en 2009, y describió su unión civil posterior como una "patada en los dientes". Su caso fue citado durante la etapa de informe del proyecto de ley de matrimonio (parejas del mismo sexo), cuando su parlamentario Julian Huppert presentó una serie de enmiendas, que incluían un conjunto destinado a permitir que las parejas que disolvieron sus matrimonios bajo la Ley de Reconocimiento de Género restablezcan retroactivamente su matrimonio. 
Brown también aboga por mejores disposiciones para las personas transgénero en el marco del Servicio Nacional de Salud, y creó el hashtag "#transdocfail" en Twitter y recopiló varios miles de tuits que hablan sobre el abuso de pacientes transgénero que, según ella, expusieron la "transfobia institucional" en la profesión médica que "estaría en las noticias nacionales" si "le estuviera pasando a cualquier otra minoría".
También es fideicomisaria de la organización benéfica LGBT de Cambridgeshire the Kite Trust y miembro del Grupo Asesor Trans Stonewalls.